# Circuit de Spa-Francorchamps
El Circuit de Spa-Francorchamps, conegut també simplement com a Spa, és un circuit de curses de Bèlgica situat al cor de la regió de les Ardenes, prop de Francorchamps (un nucli de població de Stavelot, a tocar de Spa, a la província de Lieja). És el circuit més antic i famós del país i acull el Gran Premi de Bèlgica de Fórmula 1, el primer antecedent del qual s'hi va celebrar el 1924. A causa de la varietat de revolts, rectes, pujades i baixades a què s'enfronten els pilots, els aficionats anomenen Spa «la Universitat de la Fórmula 1» i «el tobogan de les Ardenes». És el circuit preferit de Kimi Räikkönen i Max Verstappen.
A banda del Gran Premi de Fórmula 1, Spa ha estat seu al llarg dels anys de nombrosos esdeveniments de renom, com ara el Gran Premi de Bèlgica de motociclisme, les 24 Hores de Spa i altres curses del calendari internacional.

## Història
El traçat de Spa va començar la seva activitat a començaments de la dècada del 1920 i es va crear combinant les tres carreteres estatals que comunicaven les poblacions de Malmedy, Stavelot i Francorchamps a partir d'un disseny de Jules de Their, propietari del diari La Meuse, i el president del RACB (Royal Automobile Club Belgium) Henri Langlois Van Ophem. La primera cursa que s'hi celebrà va tenir lloc al 1922 i ja al 1924 es van celebrar les primeres 24 Hores de Spa-Francorchamps, mentre que el 1925 hi van córrer per primer cop els cotxes de Formula Grand Prix.

### Traçat inicial

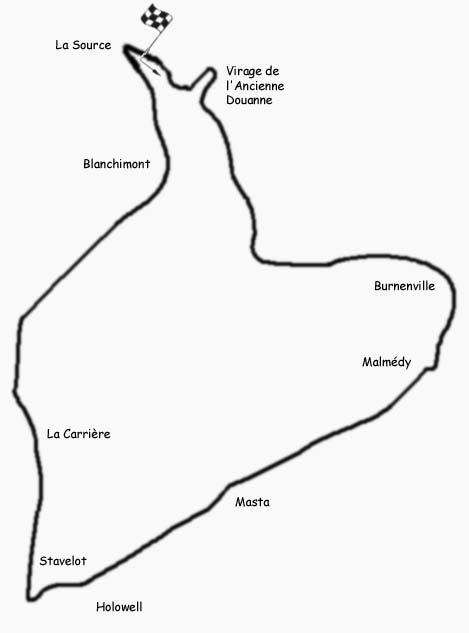
La configuració original del traçat a data de 1921

El disseny dels organitzadors va donar com a resultat un recorregut de forma triangular d'aproximadament 14 km, un dels més llargs del calendari internacional i alhora un dels més ràpids i difícils pels llargs trams rectes. Una pista on els campions van marcar la diferència, sobretot després dels canvis de traçat que es varen fer al tombant de la dècada del 1930 amb l'objectiu de convertir-lo en un dels circuits més ràpids d'Europa: entre altres coses, es va abandonar el tram lent i revirat de l'Ancienne Douane per mitjà d'una combinació molt ràpida i pronunciada de revolts de pujada de dreta a esquerra (en només 240 metres cal superar un desnivell de 24 metres) que es convertí en un dels revolts més famosos de l'automobilisme, el Raidillon ('camí costerut' en francès). Aquesta pujada comença després del revolt a l'esquerra situat al fons de la vall de l'Eau Rouge i s'hi entra formant la secció anomenada «Eau Rouge-Raidillon» o «Raidillon de l'Eau Rouge», tot i que sovint s'anomena, erròniament, simplement «Eau Rouge».
Tanmateix, el Raidillon no és l'únic revolt "artificial" creat en aquest traçat natural: després de la Segona Guerra Mundial, seguint amb el seu objectiu de convertir-lo en el circuit més ràpid d'Europa, els organitzadors van decidir de saltar-se la «forquilla de Stavelot», situada en una cruïlla als afores extrems de la ciutat de Stavelot, immediatament després del revolt de «Holowell» (anomenat així en record del pilot de motociclisme anglès Bill Holowell, que hi trobà la mort), una ràpida seqüència dreta-esquerra al final del segon tram de la recta de Masta. Amb aquesta finalitat, el 1947 van crear una carretera d'enllaç que s'iniciava al final de la curta prolongació situada al mig de la dreta-esquerra d'Holowell per tal de formar un únic revolt ràpid i lleugerament elevat que empalmava amb el traçat original uns tres-cents metres després del gir de forquilla de Stavelot, reduint així la longitud total del circuit en uns 600 metres aproximadament.

### De la postguerra als anys 70
Després de la Segona Guerra Mundial, el circuit va començar a acollir el recentment instaurat Campionat del Món de Fórmula 1 i va esdevenir un dels camps de proves més importants per als pilots de la màxima categoria de l'automobilisme. La majoria dels revolts eren autèntics reptes que calia encarar a grans velocitats, amb el resultat que la diferència entre els pilots mitjans i els campions era evident. A més dels esmentats Eau Rouge-Raidillon i Stavelot, cal destacar-ne d'altres com ara l'antic Malmedy (un llarg revolt a la dreta en una forta baixada, frenada a partir de 1970 per una xicana), Masta (l'ajustada seqüència esquerra-dreta que s'ha d'abordar a plena velocitat entre les cases situades a mig camí de la recta de Masta) i el Blanchimont (que forma part del traçat actual).

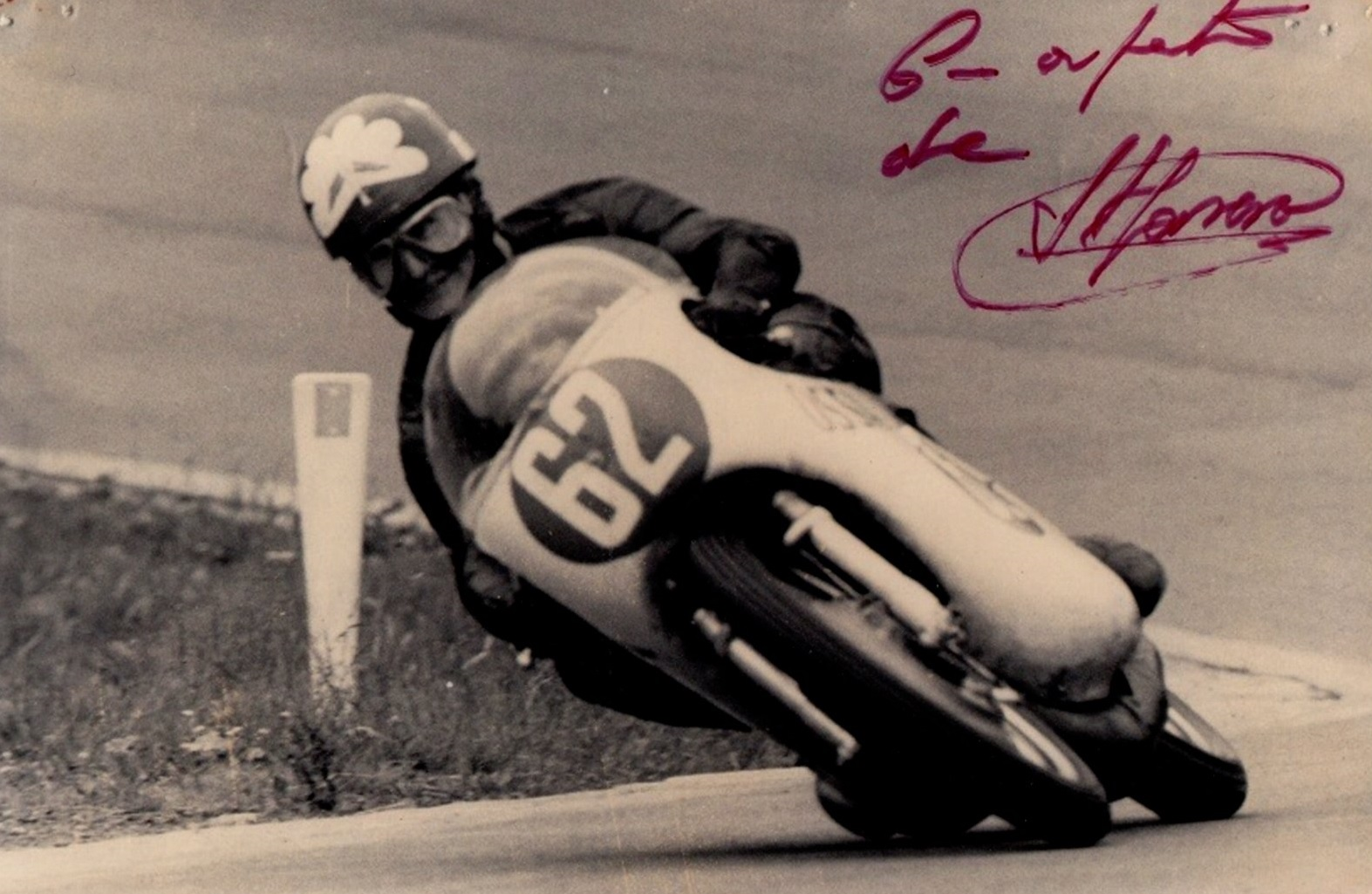
Santi Herrero amb l'OSSA 250 Monocasc al GP de Bèlgica de

Les altes velocitats mitjanes assolides al circuit eren perilloses i Spa va ser escenari de diversos accidents, sovint mortals. A la segona meitat de la dècada del 1960 el traçat es va adaptar, en la mesura del possible considerant que el traçat era habitualment emprat per al trànsit normal, a les noves normes de seguretat, però amb això no n'hi va haver prou per a apaivagar les reivindicacions dels pilots de Fórmula 1, que amb l'arribada dels alerons van haver de fer front a velocitats en revolt molt elevades. Així, després de l'edició de 1970, sota la pressió del sindicat de pilots liderat per Jackie Stewart, es va decidir de traslladar el Gran Premi de Bèlgica primer a Nivelles i després a Zolder. Mentrestant, el circuit de Spa-Francorchamps va continuar acollint les altres grans competicions de motor: els 1000 km de Spa per a prototips, les 24 Hores per a turismes i el Gran Premi de Bèlgica de motociclisme, que s'hi va celebrar de 1949 a 1990, amb l'única excepció del 1980.

## El nou traçat

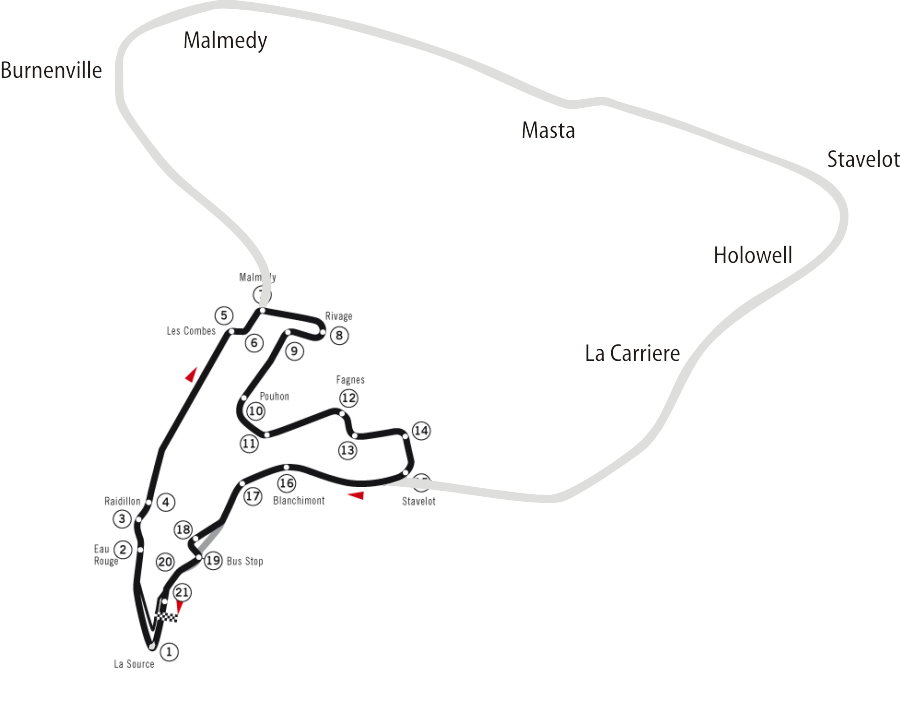
El nou circuit superposat al traçat original de 1921

Al tombant de la dècada del 1970, la direcció del circuit va decidir de construir una nova pista semipermanent que continuava fent servir, però, els trams de carreteres ordinàries compresos entre el revolt de Blanchimont i el final de la recta de Kemmel, units per l'antiga forquilla de La Source ('La Font') i una nova carretera d'enllaç permanent que connectava els altres dos extrems restants de l'antic traçat (encara existent com a carretera estatal i formant part de la xarxa viària ordinària).
La nova pista, de poc menys de 7 km, va ser inaugurada el 1979 en una edició molt problemàtica del Gran Premi de Bèlgica de motociclisme, amb l'objectiu de tornar la cursa de Fórmula 1 a les Ardenes. El 1980 també s'hi va afegir una nova xicana doble anomenada Bus stop, ja que es trobava prop d'una parada d'autobús entre el revolt de Blanchimont i la forquilla de La Source. En aquella mateixa època es van construir nous boxs per a la Fórmula 1 just abans d'aquest darrer revolt, conseqüència de la creació d'una línia de sortida per als monoplaça de F1 la normativa de la qual, aleshores, obligava als circuits que la sortida fos en terreny pla (cosa que no complia l'antiga recta de Spa, encara en ús per a les altres categories). El GP de Bèlgica va tornar així a Spa-Francorchamps el 1983 i després definitivament a partir de 1985.

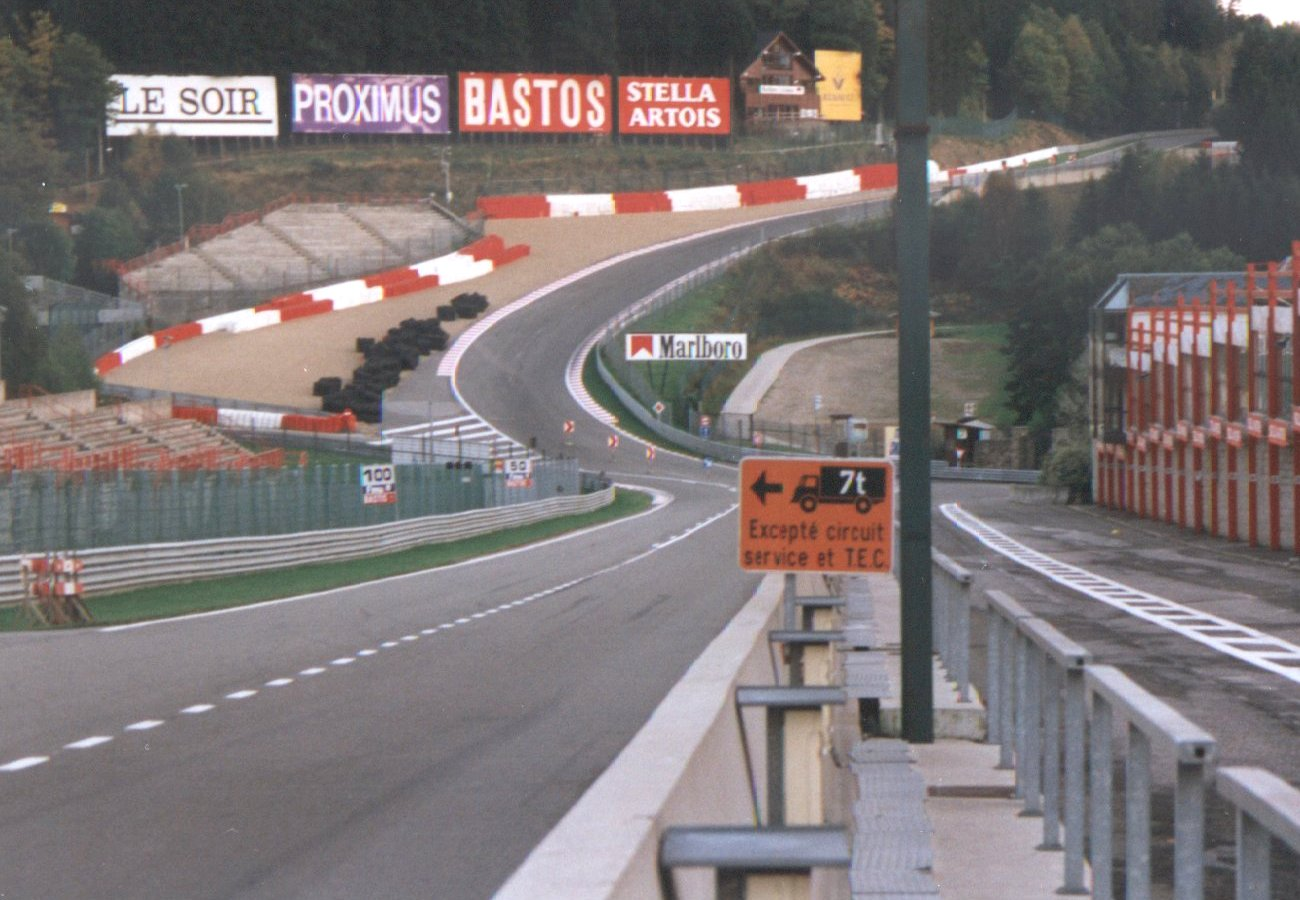
El revolt d'Eau Rouge seguit del Raidillon el 1997, amb un desnivell del 18%

Al llarg dels anys es van fer més canvis a la pista: el 1994, arran dels accidents mortals de Roland Ratzenberger i Ayrton Senna (i només per aquell any, ja que la via d'evacuació es va ampliar l'any següent) l'entrada del Raidillon es va alentir significativament per motius de seguretat, mentre que l'entrada a boxs es va avançar abans de la xicana del bus stop. Aquella xicana es va modificar el 2002 pel que fa a la sortida i el 2004 pel que fa a l'entrada. A més, en els darrers anys s'han ampliat i modernitzat nombroses vies d'evacuació (en particular la del Raidillon, on va morir Stefan Bellof el 1985), s'ha traslladat la sortida dels antics boxs i, gràcies a la construcció d'una nova carretera estatal que discorre paral·lela al circuit, la pista ha deixat de ser emprada per al trànsit ordinari i s'ha convertit a tots els efectes en un circuit permanent.
De cara al 2007 es va tornar a modificar la xicana del Bus stop. Els canvis van afectar també la forquilla de La Source, amb el consegüent allargament de la recta de sortida, i es va fer una renovació completa de l'edifici de boxs, el pàdoc i la tribuna principal de la recta de sortida. Aquests canvis van allargar lleugerament el recorregut, que ara té 7,004 km.

### Darreres remodelacions
De cara al 2022 el circuit va experimentar una important remodelació de les estructures de seguretat, prevista inicialment per al 2020. El tram de pista que caracteritza el complex Eau Rouge/Raidillon, al primer sector, té ara vies d'evacuació amb grava en comptes d'asfalt. Aquests canvis es van fer com a resposta a diversos accidents importants en els darrers anys en aquest tram de la pista, entre ells l'accident mortal del pilot francès de Fórmula 2 Anthoine Hubert durant la cursa de la temporada del 2019. Altres llocs crítics de la pista, com ara al revolt 1 (La Source), els revolts 7, 8 i 9 (Les Combes), 15 i 16 (Stavelot) i 17 i 18 (Blanchimont), tenen ara també vies d'evacuació amb grava. El projecte de reurbanització conjunt també va incloure una ampliació de les grades per tal d'acollir més espectadors dins el circuit. Això va provocar la destrucció del característic xalet que dominava el pàdoc d'Eau Rouge, on s'han construït noves tribunes i zones VIP. En total, el circuit ha augmentat de 13.000 les places disponibles a les grades, amb una inversió de 80 milions d'euros.
La pista ha estat també totalment reasfaltada per tal de millorar els estàndards de seguretat i per donar cabuda al retorn de les competicions de motociclisme. Al revolt d'Eau Rouge s'ha introduït un nou voral amb el primer revolt de la pujada a l'esquerra encara menys accentuat que abans. En un futur s'hi pot reintroduir una nova variant cap a l'esquerra basant-se en els comentaris dels pilots.

## Galeria

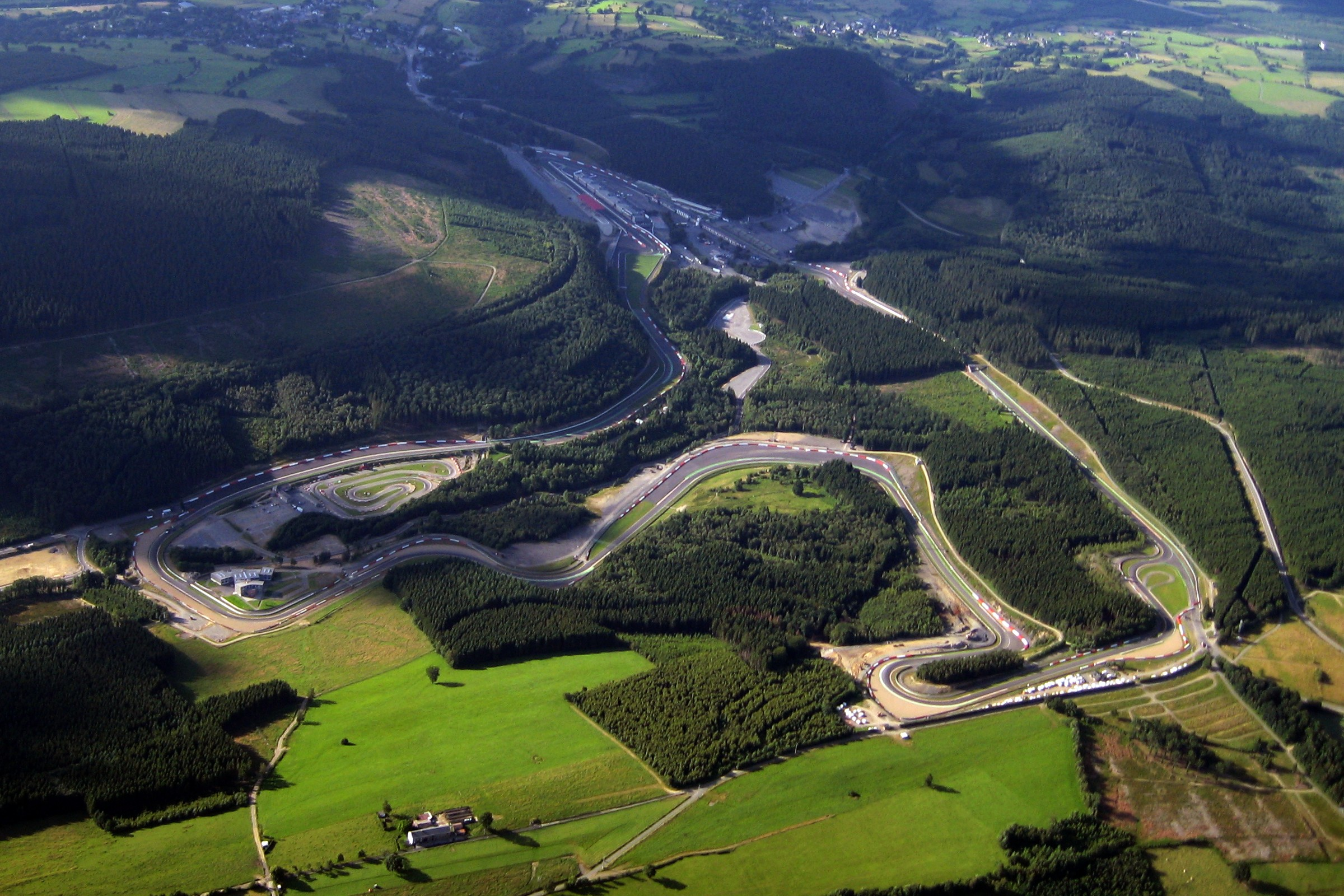
Vista aèria de Spa el 2008
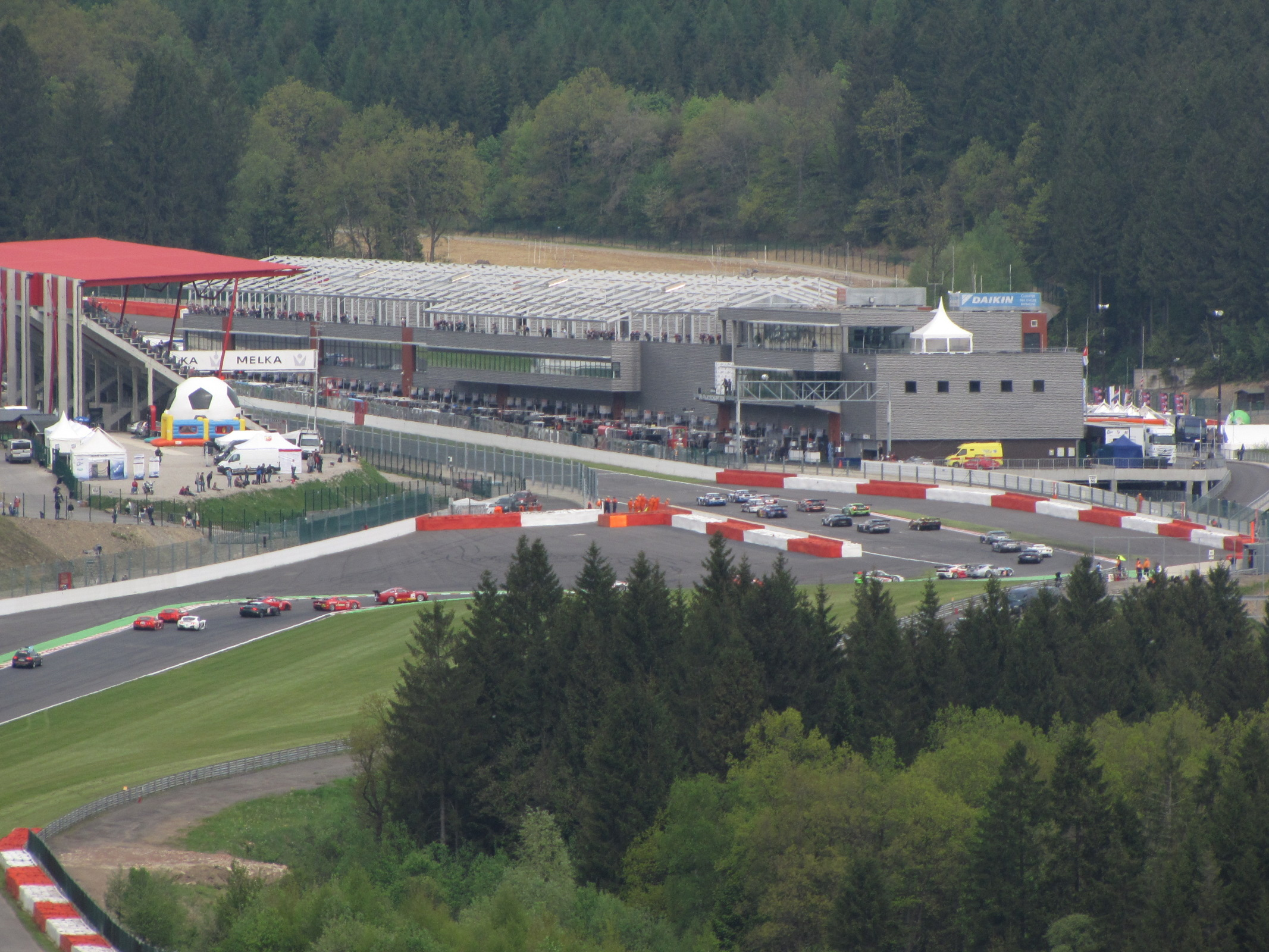
L'edifici de les tribunes i la xicana del Bus Stop el 2009
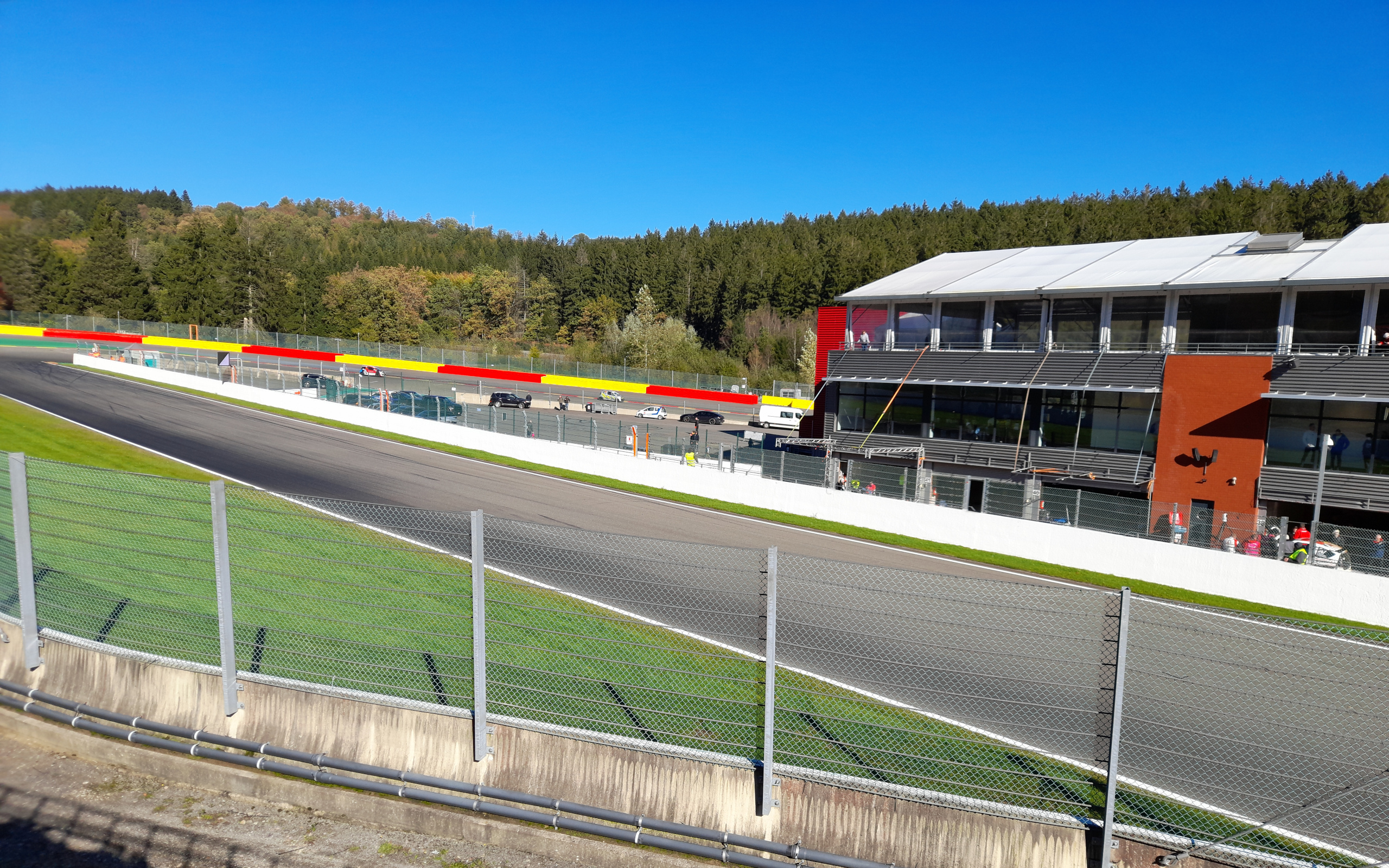
La forquilla de La Source el 2021
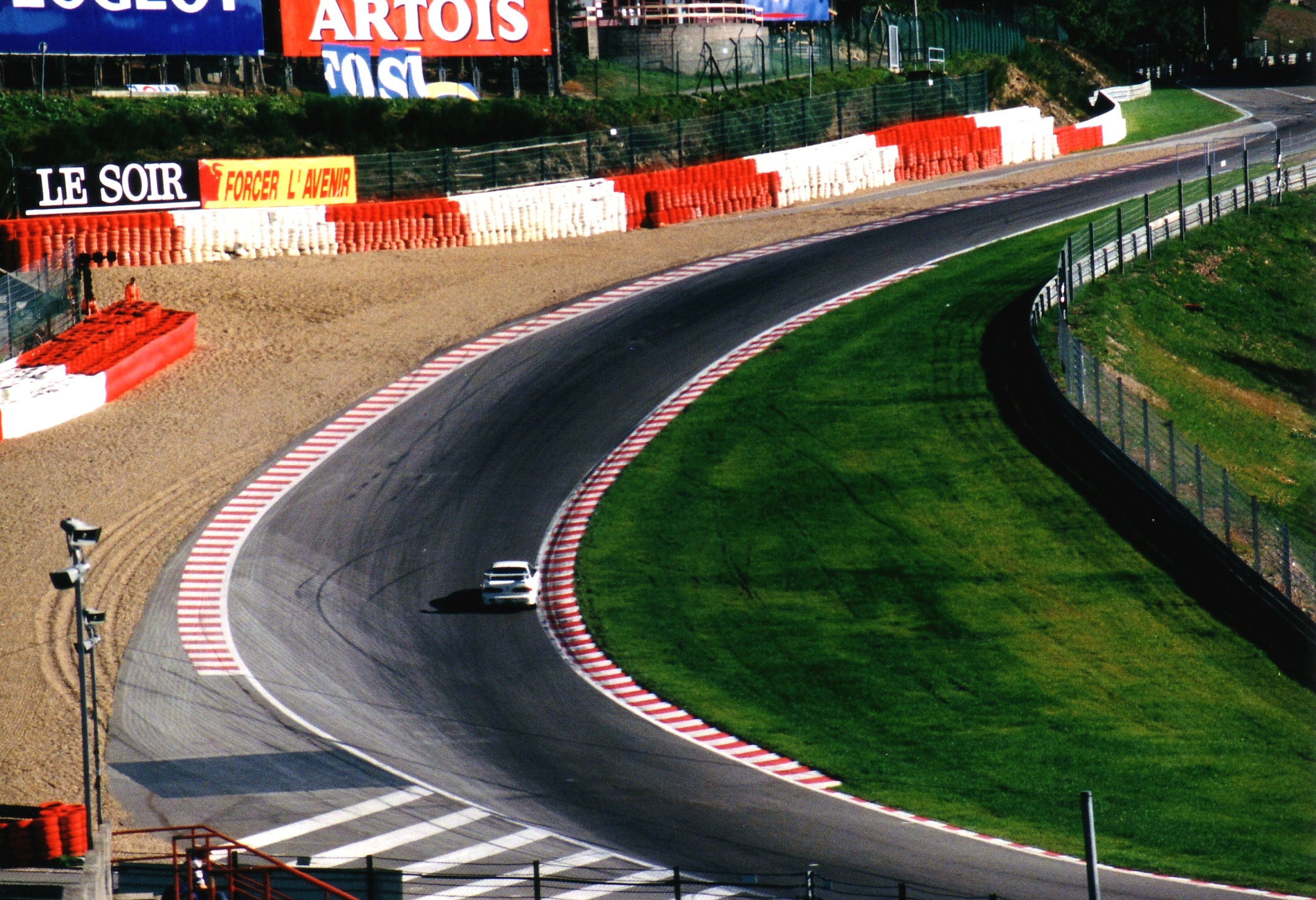
La llegendària combinació Eau Rouge/Raidillon el 1999, abans de la renovació del 2001
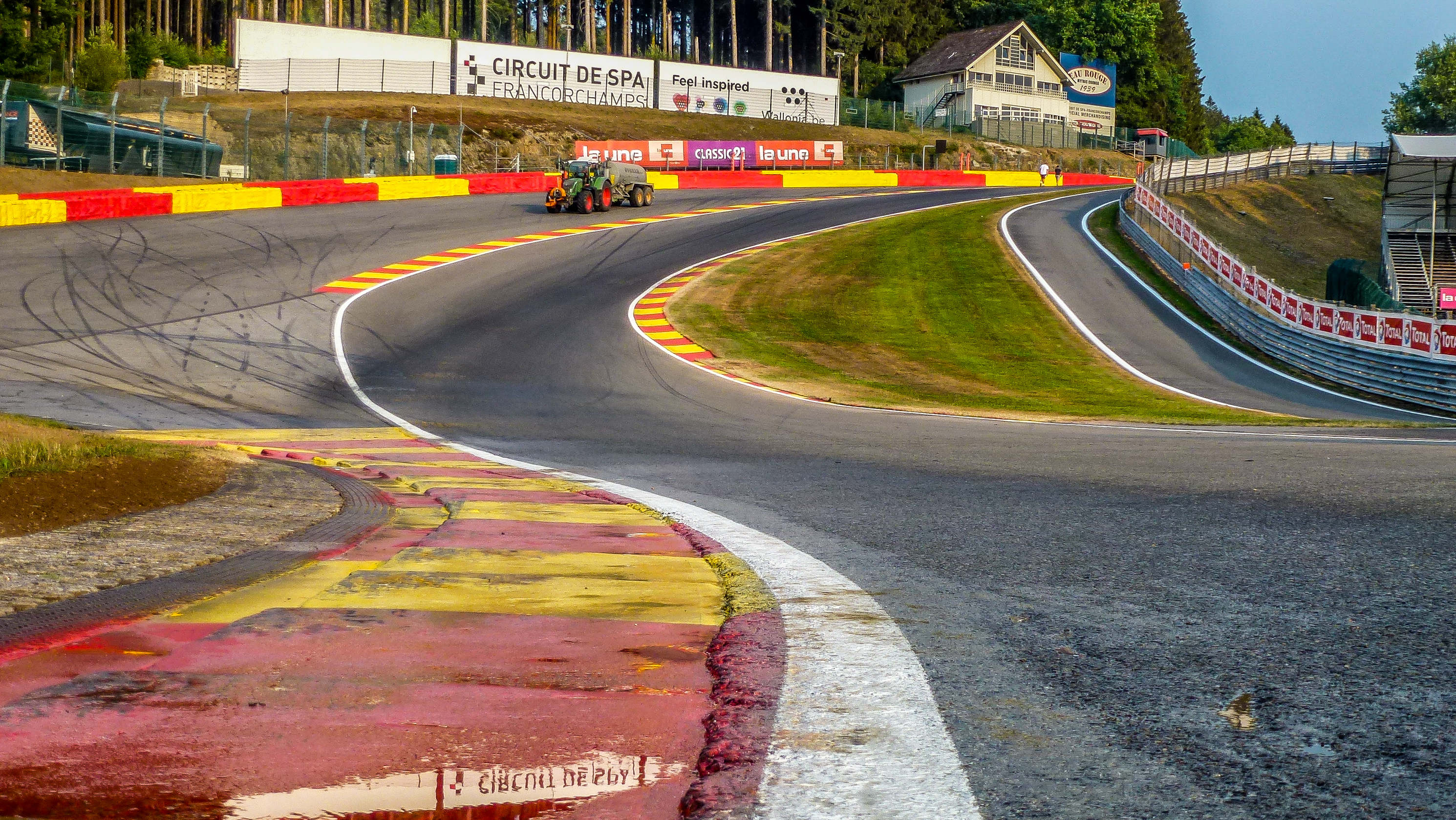
Eau Rouge/Raidillon el 2018, ja renovada
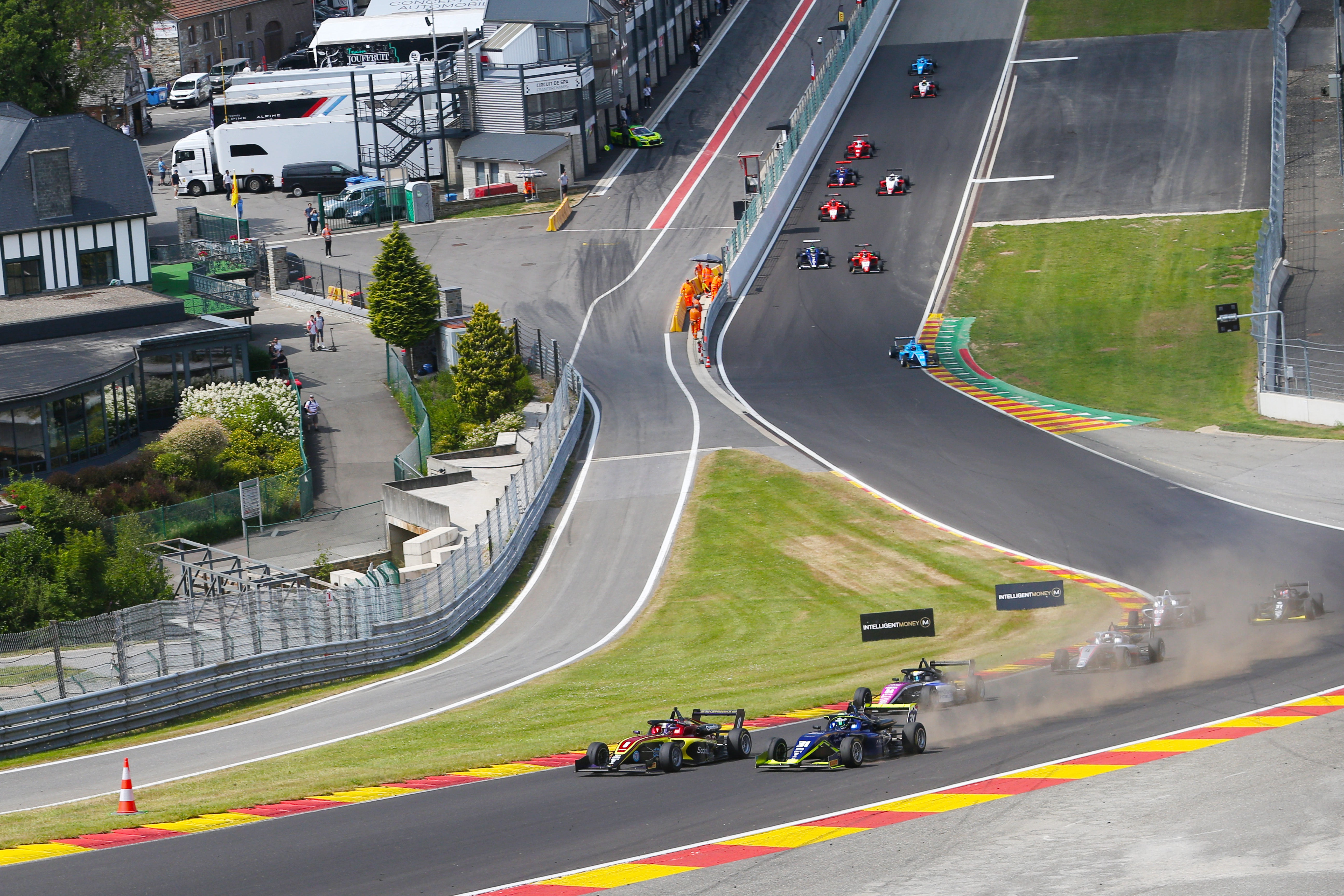
Ascensió del Raidillon durant una cursa el 2022

## Esdeveniments

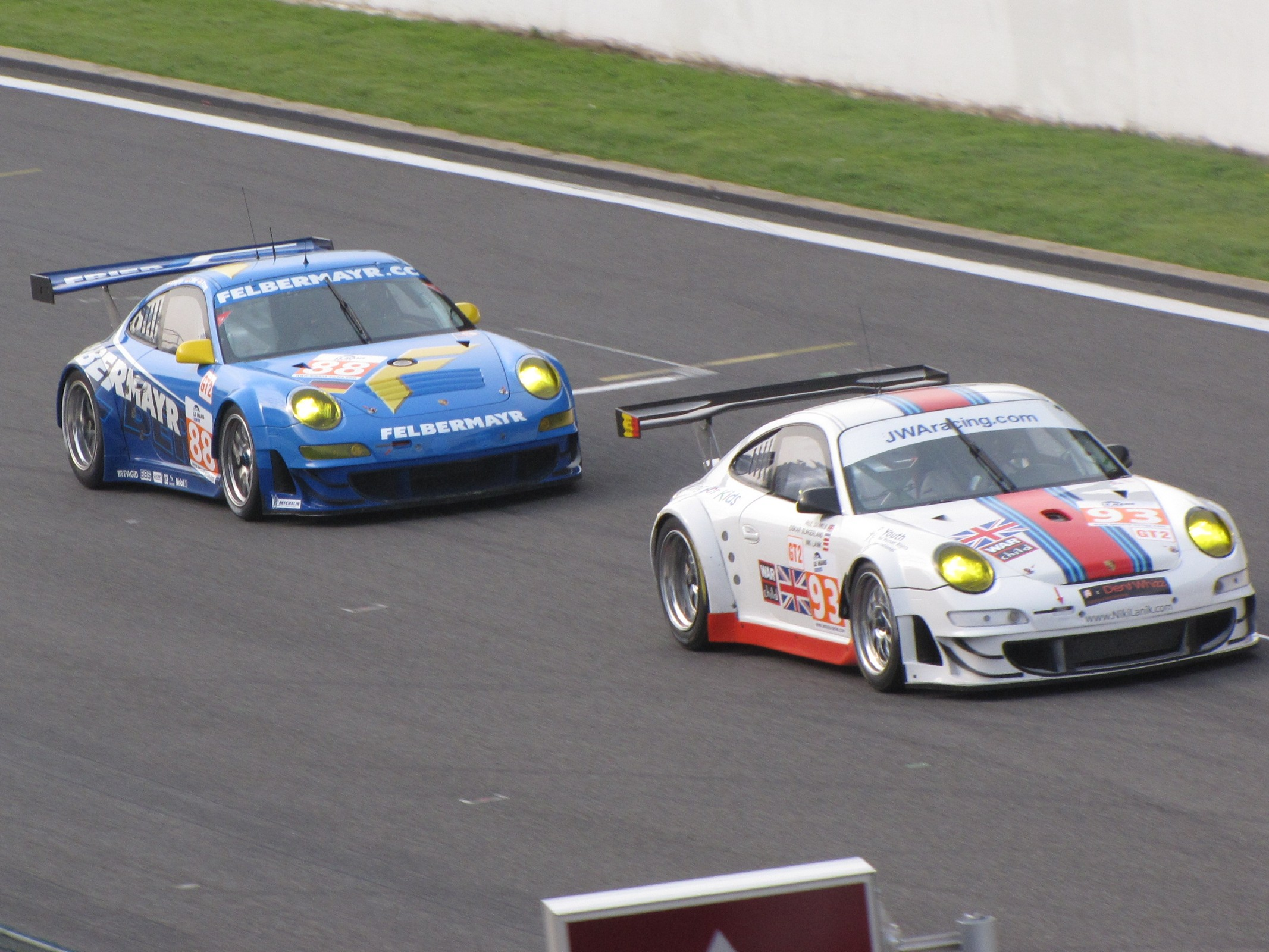
Un moment dels 1000 km de Spa del 2010

A més de la Fórmula 1, el circuit de Spa-Francorchamps acull actualment totes les grans categories de l'automobilisme, entre elles:
- Les 24 hores de Spa, una de les curses de resistència més famoses del món, antigament reservada als turismes i des de fa uns anys a cotxes de Gran Turisme
- Els 1000 km de Spa, una cursa de cotxes esportius amb una llarga tradició
- Spa acull també una gran part de l'SpaItalia, un esdeveniment d'automoció en honor al "Made in Italy" molt popular a Bèlgica, els Països Baixos i França

El rècord absolut del circuit, establert per Lewis Hamilton amb el seu Mercedes en la classificació per al Gran Premi de Bèlgica del 2020, és d'1'41"252. El pilot que més edicions del Gran Premi de Bèlgica ha guanyat a Spa és Michael Schumacher, amb sis victòries.

## Guanyadors del GP de Bèlgica de F1 a Spa
A 30 de desembre de 2021
| Any  | Pilot                      | Equip                  | Resultats |
| ---- | -------------------------- | ---------------------- | --------- |
| 2021 | Max Verstappen             | Red Bull-Honda         | Resultats |
| 2020 | Lewis Hamilton             | Mercedes               | Resultats |
| 2019 | Charles Leclerc            | Ferrari                | Resultats |
| 2018 | Sebastian Vettel           | Ferrari                | Resultats |
| 2017 | Lewis Hamilton             | Mercedes               | Resultats |
| 2016 | Nico Rosberg               | Mercedes               | Resultats |
| 2015 | Lewis Hamilton             | Mercedes               | Resultats |
| 2014 | Daniel Ricciardo           | Red Bull - Renault     | Resultats |
| 2013 | Sebastian Vettel           | Red Bull - Renault     | Resultats |
| 2012 | Jenson Button              | McLaren - Mercedes     | Resultats |
| 2011 | Sebastian Vettel           | Red Bull - Renault     | Resultats |
| 2010 | Lewis Hamilton             | McLaren - Mercedes     | Resultats |
| 2009 | Kimi Räikkönen             | Ferrari                | Resultats |
| 2008 | Felipe Massa               | Ferrari                | Resultats |
| 2007 | Kimi Räikkönen             | Ferrari                | Resultats |
| 2005 | Kimi Räikkönen             | McLaren - Mercedes     | Resultats |
| 2004 | Kimi Räikkönen             | McLaren - Mercedes     | Resultats |
| 2002 | Michael Schumacher         | Ferrari                | Resultats |
| 2001 | Michael Schumacher         | Ferrari                | Resultats |
| 2000 | Mika Häkkinen              | McLaren - Mercedes     | Resultats |
| 1999 | David Coulthard            | McLaren - Mercedes     | Resultats |
| 1998 | Damon Hill                 | Jordan - Mugen - Honda | Resultats |
| 1997 | Michael Schumacher         | Ferrari                | Resultats |
| 1996 | Michael Schumacher         | Ferrari                | Resultats |
| 1995 | Michael Schumacher         | Benetton - Renault     | Resultats |
| 1994 | Damon Hill                 | Williams - Renault     | Resultats |
| 1993 | Damon Hill                 | Williams - Renault     | Resultats |
| 1992 | Michael Schumacher         | Benetton - Ford        | Resultats |
| 1991 | Ayrton Senna               | McLaren - Honda        | Resultats |
| 1990 | Ayrton Senna               | McLaren - Honda        | Resultats |
| 1989 | Ayrton Senna               | McLaren - Honda        | Resultats |
| 1988 | Ayrton Senna               | McLaren - Honda        | Resultats |
| 1987 | Alain Prost                | McLaren - TAG          | Resultats |
| 1986 | Nigel Mansell              | Williams - Honda       | Resultats |
| 1985 | Ayrton Senna               | Lotus - Renault        | Resultats |
| 1983 | Alain Prost                | Renault                | Resultats |
| 1970 | Pedro Rodríguez de la Vega | BRM                    | Resultats |
| 1968 | Bruce McLaren              | McLaren - Ford         | Resultats |
| 1967 | Dan Gurney                 | Eagle - Weslake        | Resultats |
| 1966 | John Surtees               | Ferrari                | Resultats |
| 1965 | Jim Clark                  | Lotus - Climax         | Resultats |
| 1964 | Jim Clark                  | Lotus - Climax         | Resultats |
| 1963 | Jim Clark                  | Lotus - Climax         | Resultats |
| 1962 | Jim Clark                  | Lotus - Climax         | Resultats |
| 1961 | Phil Hill                  | Ferrari                | Resultats |
| 1960 | Jack Brabham               | Cooper - Climax        | Resultats |
| 1958 | Tony Brooks                | Vanwall                | Resultats |
| 1956 | Peter Collins              | Lancia - Ferrari       | Resultats |
| 1955 | Juan Manuel Fangio         | Mercedes               | Resultats |
| 1954 | Juan Manuel Fangio         | Maserati               | Resultats |
| 1953 | Alberto Ascari             | Ferrari                | Resultats |
| 1952 | Alberto Ascari             | Ferrari                | Resultats |
| 1951 | Giuseppe Farina            | Alfa Romeo             | Resultats |
| 1950 | Juan Manuel Fangio         | Alfa Romeo             | Resultats |